# Kisaura filiformis
Kisaura filiformis är en nattsländeart som beskrevs av Wolfram Mey 1996. Kisaura filiformis ingår i släktet Kisaura och familjen stengömmenattsländor. Inga underarter finns listade i Catalogue of Life.